# Piper gurupanum
Piper gurupanum är en pepparväxtart som beskrevs av Truman George Yuncker. Piper gurupanum ingår i släktet Piper och familjen pepparväxter. Inga underarter finns listade i Catalogue of Life.